# Salvatore Argento
Pour les articles homonymes, voir Argento.
Salvatore Argento, né le 8 février 1914 à Rome et mort le 19 avril 1987 dans cette même ville, est un producteur de films italien.

## Biographie
D'origine sicilienne, fils de Dominic Argento (1884 - 1918) et Laudomia Mosca Moschini (1886 - 1976), issue d'une famille de la noblesse italienne. Salvatore Argento est surtout connu pour être le père de Dario Argento et de son jeune frère Claudio, ainsi que le grand-père des actrices Asia et Fiore,. Il a produit tous les gialli et films d'horreur filmés par son fils Dario jusqu'à sa mort en 1987. Avant les débuts de son fils en tant que réalisateur, Salvatore Argento a produit les films de genre comique et dramatique de Sergio Corbucci ou Mauro Bolognini,.
Il est décédé à Rome, sa ville natale, le 19 avril 1987,.

## Filmographie
- 1966 : Ramdam à Rio (Se tutte le donne del mondo) de Henry Levin et Arduino Maiuri
- 1967 : Arabella de Mauro Bolognini
- 1968 : L'Enfer avant la mort (Comandamenti per un gangster) d'Alfio Caltabiano
- 1969 : Les héros ne meurent jamais (Probabilità zero) de Maurizio Lucidi
- 1970 : L'Oiseau au plumage de cristal (L'uccello dalle piume di cristallo) de Dario Argento
- 1971 : Les Gouapes (Er più: storia d'amore e di coltello) de Sergio Corbucci
- 1971 : Le Chat à neuf queues (Il gatto a nove code) de Dario Argento
- 1972 : Quatre Mouches de velours gris (Quattro mosche di velluto grigio) de Dario Argento
- 1973 : Cinq Jours à Milan (Le cinque giornate) de Dario Argento
- 1974 : Antoine et Sébastien de Jean-Marie Périer
- 1975 : Les Frissons de l'angoisse (Profondo rosso) de Dario Argento
- 1976 : Carioca tigre de Giuliano Carnimeo
- 1977 : Suspiria de Dario Argento
- 1980 : Inferno de Dario Argento
- 1982 : Ténèbres (Tenebre) de Dario Argento